# Топологія перекривних інтервалів
Топологією перекривних інтервалів називається топологічний простір (Х, Γ) відрізка {\displaystyle X=[-1,1]}, породжений множинами {\displaystyle [-1,b),(a,1]}, де {\displaystyle -1<a<0<b<1}.
Топологія Γ складатиметься з множин {\displaystyle [-1,b),(a,b),(a,1],[-1,1]}, ∅.

## Властивості
- (Х, Γ) є {\displaystyle T_{0}}, але не {\displaystyle T_{1}} (а отже і не {\displaystyle T_{2}}, ..., {\displaystyle T_{4}}) простором (аксіоми відокремлюваності).
- (Х, Γ) компактний.
- (Х, Γ) щільний в собі.
- (Х, Γ) гіперзв'язний, а отже зв'язний і локально зв'язний.
- (Х, Γ) задовольняє другу, а отже й першу аксіому зліченності, є сепарабельним і ліндельофовим.
- Для послідовності 0,{\displaystyle {1 \over 2}},0,{\displaystyle {1 \over 2}},0,... точка 0 є точкою накопичення, але не границею послідовності. Але будь-яка більша за {\displaystyle {1 \over 2}} точка є границею цієї послідовності.
- Оскільки Γ слабша за евклідову топологію, то (Х, Γ) є лінійно зв'язним.